# Ткаченко Віктор Вікторович
Віктор Ві́кторович Ткаче́нко (народився 1 січня 1953 в селі Ладинка Чернігівського району Чернігівської області) — український підприємець та громадський діяч, президент компанії «Міжнародний виставковий центр».

## Освіта
- В 1975 закінчив Київський інженерно-будівельний інститут, водопостачання та каналізація, інженер-будівельник

## Кар'єра
- 08.1969-08.1970 — технічний працівник Полуботківської школи Чернігівського району, Чернігівської області.
- 09.1970-09.1975 — студент Київського інженерно-будівельного інституту.
- 09.1975-08.1977 — майстер СБМУ-1 тресту «Київпідземшляхбуд 2».
- 08.1977-09.1977 — виконроб дільниці № 6 СБМУ-1 тресту «Київпідземшляхбуд 2».
- 09.1977-09.1979 — старший виконроб дільниці № 6 СБМУ-1 тресту «Київпідземшляхбуд-2».
- 09.1979-12.1981 — начальник виробничого відділу тресту «Киїпідземшляхбуд-2».
- 12.1981-03.1982 — начальник управління СБМУ-4 тресту «Киїпідземшляхбуд −2».
- 04.1982-04.1983 — радник у питаннях будівництва в ДРА.
- 05.1983-06.1984 — начальник виробничого відділу тресту «Київпідземшляхбуд-2».
- 06.1984-07.1989 — головний інженер Київського Палацу спорту Управління спортивних споруд КФКС при РМ УРСР.
- 07.1989-07.1995 — директор Київського Палацу спорту.
- 07.1995-07.2010 — директор ЗАТ «Київський палац спорту».
- 07.2010-08.2011 — виконувач обов'язків директора ДП «Київський Палац спорту».
- 08.2011 — по цей час — президент ТОВ «Міжнародний виставковий центр», м. Київ.[1]

## Громадська діяльність
- У 1996 обраний членом Ради, а в березні 1999 — головою Ради товариства «Чернігівське земляцтво» в м. Києві. За його ініціативою в земляцтві були створені відділення та об'єднання, що дозволило значно підвищити рівень організаційної роботи Товариства. За його ініціативою в 2001 була заснована земляцька газета «Отчий поріг», шеф-редактором якої він є[2][3].
- З 2009 — голова Спілки громадських організацій "Асоціація земляцьких організацій «Рада земляцтв областей та регіонів України»[4][5]
- З 2011 — голова «Асоціації ветеранів спорту України»[6]

## Відзнаки
- Подяка Голови КМДА (1999)
- Почесна грамота Київського міського голови (2001)
- Знак Пошани Київського міського голови (2002)
- Грамота Президента України (2002)
- Почесна грамота Верховної Ради України (2004)
- заохочувальна відзнака Міністерства України у справах сім'ї, молоді та спорту «Почесний працівник фізичної культури і спорту України» (2010)
- Указом Президента України від 17 березня 2008 № 229 за значний особистий внесок у розвиток національної культури, вагомі творчі здобутки і високий професіоналізм та з нагоди Всеукраїнського дня працівників культури та аматорів народного мистецтва нагороджений орденом «За заслуги» ІІІ ступеня[7]
- Указом Президента України від 30 листопада 2012 № 670 за значний особистий внесок у соціально-економічний, науково-технічний, культурно-освітній розвиток Української держави, вагомі трудові досягнення, багаторічну сумлінну працю та з нагоди річниці підтвердження всеукраїнським референдумом Акта проголошення незалежності України 1 грудня 1991 року нагороджений орденом «За заслуги» ІІ ступеня.[8]
- Рішенням Чернігівської обласної ради від 7 грудня 2017 року № 75-11/VII за вагомий особистий внесок у розвиток національної культури, активну просвітницьку і громадську діяльність, що сприяє підвищенню ролі авторитету Чернігівської області в Україні присвоєно звання «Почесний громадянин Чернігівської області».

На честь Віктора Ткаченка названий астероїд головного поясу 181249 Ткаченко (181249 Tkachenko), відкритий 30 жовтня 2005 року в Андрушівці.

## Публікації
- Віктор Ткаченко: «Місцеве самоврядування — це фікція» Сергій Кириченко, щотижневик «Сім днів» № 23 (448)